# Cervona Poleana, Domanivka
Cervona Poleana (în ucraineană Червона Поляна) este un sat în comuna Mostove din raionul Domanivka, regiunea Mîkolaiiv, Ucraina.

## Demografie
Componența lingvistică a localității Cervona Poleana
     Ucraineană (75%)
     Rusă (25%)
Conform recensământului din 2001, majoritatea populației localității Cervona Poleana era vorbitoare de ucraineană (75%), existând în minoritate și vorbitori de rusă (25%).